# Боб Доул
Роберт Джозеф «Боб» Доул (англ. Robert Joseph «Bob» Dole; 22 липня 1923, Рассел, Канзас — 5 грудня 2021) — американський політик-республіканець. Сенатор США від Канзасу з 1969 до 1996 року, член Палати представників США з 1961 до 1969 року.

## Життєпис
Учасник Другої світової війни, у горах Італії отримав важке поранення, провів три роки в госпіталях, його права рука так і залишилася паралізованою; мав три бойові нагороди. Здобув юридичну освіту і ступінь (Університет Вошберн, 1952) і працював юристом.
Сенатор від Канзасу (1969–1996), займав компромісну позицію між правим і лівим крилом республіканців. У 1985–1996 лідер республіканців у Сенаті. Кандидат у віцепрезиденти США на виборах 1976 при чинному президентові Джеральді Форді і в президенти США на виборах 1996 року; кандидатом у віцепрезиденти був Джек Кемп. Обидва рази зазнав поразки від демократів (перший раз віцепрезидентом був обраний Волтер Мондейл при обраному президентові Джиммі Картері, другий раз — на другий термін переобраний чинний президент Білл Клінтон). На виборах 1996 року став найстарішим політиком, висунутим на пост президента вперше. Його намір скоротити податки й урізати соціальні програми виборці сприйняли негативно, що лише спростило Клінтону кампанію; у колегії виборників Клінтон набрав на 220 голосів більше. Доул став єдиним в історії представником двох найбільших партій, висунутим і у віцепрезиденти, і в президенти, але не обраним ні на ту, ні на іншу посаду.
Його дружина Елізабет Доул — також діяч Республіканської партії, колишній міністр транспорту та праці США, сенатор від штату Північна Кароліна.